# 磁気誘導コンパス

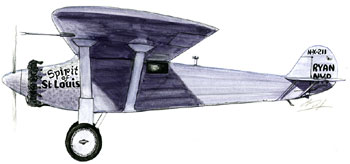
スピリット・オブ・セントルイスに搭載された磁気誘導コンパスの風向風速計は、主翼後方の胴体上部に小さな "T "字型に表示されている。

磁気誘導コンパス（じきゆうどうこんぱす、英語:Earth inductor compass、略称:induction compass）とは、地磁気による電磁誘導を利用して方位を示す航空計器のひとつである。
磁石を利用した方位磁針は周囲の金属などの磁性体に影響されるが磁気誘導コンパスは影響を受けない。

## 歴史
1912年にドナルド M. ブリスが特許を取得、1920年にはアメリカ国立標準技術研究所のポール・R・ヘイとライマン・ジェームズ・ブリッグスによって改良された。1922 年、ヘイとブリッグスは業績によりアメリカ哲学協会のマゼラン賞を受賞した。
1924 年にはニューヨーク州ブルックリンにあったパイオニア・インスツルメント・カンパニーのモリス・マクシー・ティタリントンによって再び改良された。磁気コンパスは従来の方位磁石の弱点を補ったため、航空機パイロットにとって安定した信頼性の高いナビゲーションツールになった。
磁気誘導コンパスは世界一周飛行を行ったダグラス DWCや大西洋横断を行ったスピリットオブセントルイス号などの航空機に搭載された実績がある。

## 原理と構造
地球の磁場を誘導磁場として使いコイルからの出力電圧が地球磁場内の位置に応じて電圧が変化するのを利用して磁北極の方向を求めている。
最初に作られた磁気誘導コンパスは共通の垂直軸に回転可能に取り付けられた2つの電機子で構成される。両方の電機子は、互いに 90 度回転した一組の整流子に接続され、整流子のセットの1つが地球の磁場と一致している場合は電流は流れない。この方向からのずれると、ずれ角度の正弦に比例する電流が誘導される。正弦波の最大値は90度であるため、特定の電流は特定の方向またはまったく逆の方向を示すことができる。整流子の2番目のセットに誘導される電流を利用することで二つの奉公のどちらを向いているのか特定出来る。
動きの方向は電動子に1つずつ、2つの独立した検流計を比較することによって決定でる。電動子の回転速度と漂遊磁場が測定に影響を与える可能性があるため、検流計はまず既知の方向で校正する必要がある。
後に改良された装置では目的コースから外れたことを表示することで読み取りが容易になった。これにより、航空機が任意の方向に進むときに電流が誘導されないように、パイロットが電動子の向きを設定できるようになった。1 つの検流計がパイロットが左に操舵しすぎたか、右に操舵しすぎたかを表示した。
スピリットオブセントルイス号に取り付けられたコンパスは、ユニバーサルジョイントを使用して電動子を回転させるために風速計を使用した。電動子を傾けると地球の磁場に対する向きが変わり、誤った測定値が得られるためアンカーは横軸と縦軸の航空機の動きを補正するためにジンバル・スタビライザーを介して取り付けられた。回転するアンカーはジャイロ効果によって位置で安定した。

## 特許
- US granted 1047157, Bliss, Donald M, "Device for Determining Direction", issued 1912-12-17,  assigned to Henschel, Charles J
- US granted 1840911, N. Minorsky, "Induction compass", published 1932-01-12,  assigned to N. Minorsky
- US granted 2434324, Lehde, Henry, "Earth inductor compass", issued 1948-01-13,  assigned to Control Instrument Company Inc.
- GB granted 314786, Vion, Eugene, "Improvements in electro-magnetic apparatus for the observation and correction of travel of aerial and marine craft", issued 1929-12-23